# Nieszpory ludźmierskie (album)
Nieszpory ludźmierskie − album koncertowy z 2007 będący zapisem prapremiery oratorium Nieszpory ludźmierskie z muzyką Jana Kantego Pawluśkiewicza, do słów Leszka Aleksandra Moczulskiego. Prapremiera miała miejsce w kościele augustianów w Krakowie 2 października 1992.
W nagraniu wzięli udział: Hanna Banaszak, Beata Rybotycka, Elżbieta Towarnicka, Grzegorz Turnau, Zbigniew Wodecki, Jacek Wójcicki, Orkiestra i Chór Młodej Filharmonii Krakowskiej Szkoły Muzycznej w Nowej Hucie, Akademicki Chór "Organum" oraz muzycy: Kazimierz Moszyński (flet, flet altowy), Zbigniew Kamionka (flet, piccolo), Mariusz Pędziałek (obój), Andrzej Godek (klarnet, klarnet basowy), Mirosław Płoski (waltornia), Mariusz Ziętek (waltornia) i Sławomir Berny (instrumenty perkusyjne).

## Lista utworów
| 1.  | "Błogosławmy Panu"                    | 3:27  |
|     |                                       |       |
| 2.  | "Matko Boska Ludźmierska"             | 3:19  |
|     |                                       |       |
| 3.  | "Psalm (z Listu św. Pawła)"           | 2:28  |
|     | - Zbigniew Wodecki – śpiew            |       |
| 4.  | "Psalm 37 (Nie gniewaj się na łotra)" | 3:32  |
|     |                                       |       |
| 5.  | "Psalm 60 (Nie zwycięża świata)"      | 2:24  |
|     |                                       |       |
| 6.  | "Psalm 64 (Zwyciężył prawość)"        | 1:56  |
|     | - Zbigniew Wodecki – śpiew            |       |
| 7.  | "Psalm 66 (Kazałeś, kazałeś)"         | 2:05  |
|     | - Jacek Wójcicki – śpiew              |       |
| 8.  | "Psalm 68 (Góry Baszanu)"             | 5:33  |
|     |                                       |       |
| 9.  | "Psalm 75 (Pyszni się, pyszni)"       | 5:48  |
|     | - Zbigniew Wodecki – śpiew            |       |
| 10. | "Psalm 100 (Chwalcie Pana z mocą)"    | 1:17  |
|     | - Zbigniew Wodecki – śpiew            |       |
| 11. | "Psalm 120 (Za długo w Meszeku)"      | 5:05  |
|     |                                       |       |
| 12. | "Psalm na otwarcie oczu"              | 3:29  |
|     |                                       |       |
| 13. | "Psalm na wyjście"                    | 2:55  |
|     |                                       |       |
| 14. | "Psalm o Jeruzalem"                   | 1:38  |
|     | - Zbigniew Wodecki – śpiew            |       |
| 15. | "W Loretto i w Gorcach"               | 3:18  |
|     | - Jacek Wójcicki – śpiew              |       |
|     |                                       | 48:14 |
|     |                                       |       |